# المولد (فلم)
المولد هو فيلم مصري عرض عام 1989، بطولة عادل إمام، ويسرا، وإيمان، وعبد الله فرغلي، وأمينة رزق، ونور الدمرداش، من تأليف محمد جلال عبد القوي ومن إخراج سمير سيف.

## قصة الفيلم
يقوم النشال علي الأعرج (عبد الله فرغلي) بخطف الطفل بركات (عادل إمام) ويربيه مع ابنته أمارة (يسرا) ويدعي أنه أبوه ويغير اسمه إلى هيمة ويعلمه النشل. ينضم هيمة لعصابة تهريب عملة، يعترف علي لأمارة عن حقيقة هيمة. ينجح هيمة في تهريب عملة قيمتها ملايين الجنيهات. يخطط أفراد العصابة للتخلص منه لتفوقه عليهم، ولكنه يقتلهم جميعًا ويهرب بالمبلغ إلى الخارج. يعود ويحقق مشاريع كثيرة، تشعر أمارة بالحب نحوه فتعترف له بحقيقته. يتوصل هيمة إلى مكان أمه ويستعد للزواج من أمارة ويقرر الاستقامة.

## إنتاج الفيلم
ذكر مؤلف الفيلم محمد جلال عبد القوي أنه اعتزل الكتابة للسينما بعد هذا الفيلم، لاضطراره لتغيير نهاية الفيلم لصالح البطل.

## طاقم التمثيل
- عادل إمام: (إبراهيم «هيما» / غريب / بركات)
- يسرا: (أمارة)
- إيمان: (ديدي)
- عبد الله فرغلي: (علي الأعرج)
- أمينة رزق: (بركة)
- نور الدمرداش: (الراجل الكبير «قيصر»)
- مصطفى متولي: (جابر)
- أحمد سلامة: (سعيد)
- فكري صادق: (عزوز)
- علي قاعود: (إسماعيل)
- سعيد طرابيك: (صاوي)
- كريم الحسيني: (بركات وهو طفل)
- عطية عويس: (محمود)
- جمال إسماعيل: (أبو النظر - ضيف الفيلم)
- عزيزة راشد: (سوزي - ضيفة الفيلم)
- أحمد سامي عبد الله: (إدريس)
- كوثر رمزي: (زوجة علي الاعرج)
- عادل هلال
- غريب محمود: (شاويش - ضيف شرف)
- أحمد حجازي
- فؤاد فرغلي: (بقال)
- وحيد حمدي
- علاء عوض
- أشرف خيري
- صالح العويل
- حسنين عبد المنعم
- عبد العزيز مبارك
- ميرفت عبد العزيز
- يسري حسين
- رشاد أحمد: (طفل)
- رام منشاوي
- جلال ميامي
- صلاح صادق

## فريق العمل
- إخراج: سمير سيف
- تأليف: محمد جلال عبد القوي
- مدير التصوير: سمير فرج
- مونتاج: سلوى بكير
- موسيقى تصويرية: هاني شنودة
- إنتاج: أفلام مصر العربية (واصف فايز)
- توزيع داخلي: أفلام مصر العربية (واصف فايز)
- توزيع خارجي: الشركة اللبنانية للتجارة والاستثمار السينمائي (صبّاح إخوان)

## روابط خارجية
- مقالات تستعمل روابط فنية بلا صلة مع ويكي بيانات